# Пророк (фільм, 2009)
«Пророк» (фр. Un prophète) — французько-італійська кримінальна драма режисера Жака Одіара (був також сценаристом), що вийшла 2009 року. У головних ролях Тахар Рахім, Нільс Ареструп.
Сценаристами також були Тома Бідеґен, Абдель Рауф Дафрі і Ніколя Пефаї, продюсерами — Лоран Буррашо, Мартін Касінеллі та інші. Вперше фільм продемонстрували у 16 травня 2009 року у Франції на Каннському кінофестивалі. В Україні у кінопрокаті прем'єра фільму відбулась 5 листопада 2009 року.

## Сюжет
19-річного француза алжирського походження Маліка Ель Джебена засуджено на 6 років ув'язнення за напад на поліціянтів. Він не вміє ні писати, ні читати й у в'язниці здається найслабшим. З часом Малік потрапляє під вплив боса корсиканської мафії Сезара Лучіані, який починає доручати Маліку ряд завдань. Загартувавшись, Малік починає грати у свою гру.

## У ролях
| Актор          | Персонаж                                 | Роль                                     |
| -------------- | ---------------------------------------- | ---------------------------------------- |
| Тахар Рахім    | Малік Ель Джебена (фр. Malik El Djebena) | 19-річний француз алжирського походження |
| Нільс Ареструп | Сезар Лучіані (фр. César Luciani)        | бос корсиканської мафії                  |
| Адель Беншеріф | Раяд (фр. Ryad)                          | ісламський друг Маліка                   |
| Реда Катеб     | Жорді (фр. Jordi)                        | циган                                    |
| Хішем Якубі    | Раєб (фр. Reyeb)                         | ісламський свідок                        |

## Сприйняття

### Критика
Фільм отримав позитивні відгуки: Rotten Tomatoes дав оцінку 97 % на основі 146 відгуків від критиків (середня оцінка 8,3/10) і 89 % від глядачів із середньою оцінкою 4,1/5 (23,330 голосів). Загалом на сайті фільми має позитивний рейтинг, фільму зарахований «стиглий помідор» від кінокритиків і «попкорн» від глядачів, Internet Movie Database — 7,9/10 (58 987 голосів), Metacritic — 90/100 (30 відгуків критиків) і 8,8/10 від глядачів (135 голосів). Загалом на цьому ресурсі від критиків і від глядачів фільм отримав позитивні відгуки.

### Касові збори
Під час показу у Франції (а такаж Алжирі, Монако, Марокко і Тунісі), що розпочався 26 серпня 2009 року, протягом першого тижня фільм показали у 294 кінотеатрах і він зібрав 2,337,109 $, що на той час дозволило йому зайняти 5 місце серед усіх прем'єр. Показ фільму протривав 7 тижнів і за цей час фільм зібрав у прокаті у регіоні 10,309,555  доларів США.
Під час показу у США, що розпочався 26 лютого 2010 року, протягом першого тижня фільм показали у 9 кінотеатрах і він зібрав 163,773 $, що на той час дозволило йому зайняти 34 місце серед усіх прем'єр. Показ фільму протривав 126 днів (18 тижнів) і за цей час фільм зібрав у прокаті у США 2,087,720  доларів США, а у решті світу 15,785,971  доларів США, тобто загалом 17,873,691   доларів США при бюджеті 13 млн $.

### Нагороди і номінації[10]
| Рік  | Нагорода                                           | Категорія                           | Номінант                                                  | Результат |
| ---- | -------------------------------------------------- | ----------------------------------- | --------------------------------------------------------- | --------- |
| 2009 | Приз Луї Деллюка                                   | Найкращий французький фільм         | стрічка                                                   | Перемога  |
| 2010 | 82-а церемонія вручення нагороди «Оскар»           | Найкращий фільм іноземною мовою     | стрічка                                                   | Номінація |
| 2010 | 67-ма церемонія вручення нагороди «Золотий глобус» | Найкращий фільм іноземною мовою     | стрічка                                                   | Номінація |
| 2010 | Премія БАФТА у кіно                                | Премія за найкращий іноземний фільм | Жак Одіар, Паскаль Кошете, Марко Шеркі, Алікс Рейно       | Перемога  |
| 2010 | «Сезар»                                            | Найкращий фільм                     | Паскаль Кошете, Ґреґорі Сорла, Марко Шеркі, Жак Одіар     | Перемога  |
| 2010 | «Сезар»                                            | Найкращий актор                     | Тахар Рахім                                               | Перемога  |
| 2010 | «Сезар»                                            | Найкращий актор другого плану       | Нільс Ареструп                                            | Перемога  |
| 2010 | «Сезар»                                            | Найбільш багатообіцяючий актор      | Тахар Рахім                                               | Перемога  |
| 2010 | «Сезар»                                            | Найкращий режисер                   | Жак Одіар                                                 | Перемога  |
| 2010 | «Сезар»                                            | Найкращий сценарій                  | Жак Одіар, Томас Бідеґен, Абдель Рауф Дафрі, Ніколя Пефаї | Перемога  |
| 2010 | «Сезар»                                            | Найкраща кінематографія             | Стефан Фонтен                                             | Перемога  |
| 2010 | «Сезар»                                            | Найкращий монтаж                    | Джульєтта Вельфлінґ                                       | Перемога  |
| 2010 | «Сезар»                                            | Найкращий дизайн                    | Мішель Бартелемі                                          | Перемога  |
| 2010 | «Сезар»                                            | Найбільш багатообіцяючий актор      | Адель Беншеріф                                            | Номінація |
| 2010 | «Сезар»                                            | Найкращий дизайн/костюми            | Віржіні Монтель                                           | Номінація |
| 2010 | «Сезар»                                            | Найкраще звукове оформлення/музика  | Александр Деспла                                          | Номінація |
| 2010 | «Сезар»                                            | Найкращий звук                      | Бріджит Тайландьє, Френсіс Варньє, Жан-Поль Ур'є          | Номінація |
| 2010 | Незалежний дух                                     | Найкращий іноземний фільм           | Жак Одіар                                                 | Номінація |

### Виноски
1. 1 2  Un prophète: Release Info (англ.). Internet Movie Database. Процитовано 4 грудня 2013.
2. 1 2  Пророк. Kino-teatr.ua. Процитовано 4 грудня 2013.
3. ↑  Un Prophète (англ.). The Numbers. Процитовано 4 грудня 2013.
4. 1 2  A Prophet (Un prophète) (англ.). Box Office Mojo. Процитовано 4 грудня 2013.
5. 1 2  Un prophète (англ.). Internet Movie Database. Процитовано 4 грудня 2013.
6. ↑  Un prophète: Full Cast & Crew (англ.). Internet Movie Database. Процитовано 4 грудня 2013.
7. ↑  A Prophet (Un prophete) (2009) (англ.). Rotten Tomatoes. Процитовано 4 грудня 2013.
8. ↑  A Prophet (англ.). Metacritic. Процитовано 4 грудня 2013.
9. ↑  A Prophet (Un prophete) (2009) — France Weekend Box Office (англ.). Box Office Mojo. Процитовано 4 грудня 2013.
10. ↑  Un prophète: Awards (англ.). Internet Movie Database. Процитовано 4 грудня 2013.